# 網本唯舞葵
網本 唯舞葵（あみもと いぶき、2011年〈平成23年〉6月30日 - ）は、日本の子役。Lefilm合同会社所属。

## 概要
乳児期からテアトルアカデミーに所属。
2021年度後期のNHK連続テレビ小説『カムカムエヴリバディ』でヒロイン橘安子の幼少期を演じ、注目を集める。
2023年8月31日付けでテアトルアカデミーを退所したことを自身のTwitterで報告した。
その後、フリーに。2024年2月14日付けでLefilm合同会社にマネジメント業務提携を結ぶことを発表した。

## 出演

### テレビドラマ
- 連続テレビ小説（NHK）
  - まんぷく（2018年10月1日 - 2019年3月29日）- 香田吉乃役[3]
  - カムカムエヴリバディ（2021年11月） - 橘安子役[4]
- 大江戸もののけ物語（2020年7月17日 - 8月14日、NHK BSプレミアム）- お咲役[5]
- ムショぼけ（2021年10月3日 - 12月12日、朝日放送） - 少女マコ役

### バラエティ
- 飛び出せ!純真ムックちゃん
- ドゲアリトゲナシトゲトゲ

### オーディオドラマ
- 嘘の秘密（2018年3月17日、NHK FM） -  女の子役[6]

### 映画
- あつい胸さわぎ（2023年1月27日公開） - 武藤千夏（幼少期）役
- 市子（2023年12月8日公開）- 山本さつき（幼少期）役

### 舞台
- 新歌舞伎座・博多座「泣いたらあかん」- 鹿子役
- 松竹「笑う門には福来たる」- 喜代子・峯子（幼少期）役

### CM
- ゆめタウンのランドセル
- 京阪電鉄不動産
- エディオン「キッチンリフォーム篇」- 孫役

### VP
- ライフコーポレーション「ちょっとハッピーな一日」
- グランフロント大阪
- 「ひらけ岡山城」岡山城のムービー第4弾

### スチール
- 関西ファミリーウォーカー